# Romzug

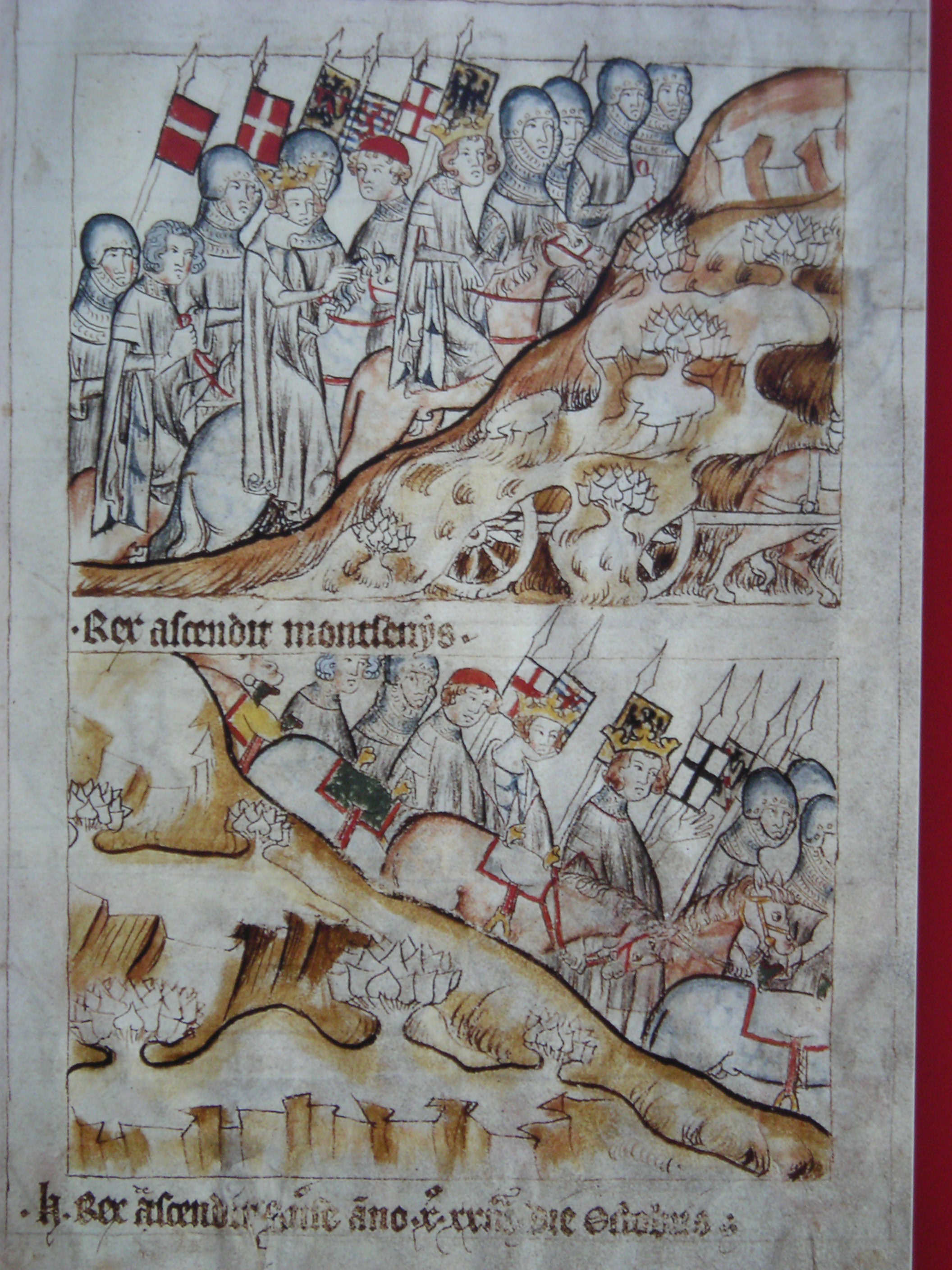
Viagem do imperador Henrique VII a Roma, no momento em que o séquito cruza o Maciço do Monte Cenis em outubro de 1310. Iluminura da "crônica do eleitor Balduíno de Trier", Trier, cerca de 1340.

A Romzug (alemão para "Viagem para Roma", ou "Expedição para Roma"), muitas vezes chamada também de Romfahrt ou Italienzug, é o termo histórico utilizado para designar a expedição do exército da Francônia e, depois, dos reis e Sacros imperadores romano-germânicos para a cidade de Roma. Essas viagens poderiam levar a uma estadia de vários anos na Itália imperial, isto é, no Norte da Itália. O primeiro movimento de um novo governante do Sacro Império, era em regra, fazer a viagem a Roma para ser coroado imperador pelo Papa. A coroação, como imperador, era às vezes precedida de outra coroação, como rei da Itália.
Além disso, a expedição italiana servia para defender as reivindicações imperiais sobre o território italiano no Norte e especialmente o poder de cobrar impostos às comunas italianas, dentro de uma relação feudal de vassalo-suserano). Devido ao alto poder econômico da Itália imperial, a renda auferida era desproporcionalmente maior do que na  parte norte-alpina (germânica) do Império. Não raramente, as viagens foram caracterizadas por conflitos militares entre o rei (ou imperador), de um lado, e as cidades (ou os príncipes italianos), de outro (veja também Guelfos e Gibelinos).
No entanto, ao longo da Idade Média, o domínio imperial na Itália foi relativamente fraco, já que os imperadores  romano-germânicos não dispunham de uma estrutura administrativa adequada ao efetivo exercício de suas reivindicações frente às comunas. De acordo com a tese de Marie-Luise Favreau-Lilie, o século XV foi acompanhado por uma mudança estrutural dentro do caráter das Romzüge, que acabaram por perder sua forte orientação militar. Pesquisas recentes também já não descrevem a Romzug como uma imposição imperial e unilateral na Itália, mas como uma interação mais complexa de forças, em que os reis podiam fortalecer os governantes locais mas  também atender a seus próprios interesses.